# ZooBank
ZooBank је веб-сајт отвореног приступа и званични таксономски регистар Међународне комисије за зоолошку номенклатуру (ICZN). Сви акти о номенклатури (нпр. публикације којима се ствара или мења таксономско име) морају се регистровати у ZooBank да би их Кодекс номенклатуре ICZN „званично” препознао.
LSID-ови (ч. „ел-ес-и-деови”) користе се као глобални јединствени идентификатори за регистарске уносе у ZooBank.
Прототип ZooBank покретан је помоћу података са сајта organismnames.com, који је створен користећи научну литературу у Зоолошком спису који је сада у власништву Томсон Ројтерса.

## Историја
ZooBank је као пројекат званично предложио извршни секретар ICZN 2005. године. Регистар је био онлајн 10. августа 2006. године, са 1,5 милиона унесених врста.
Први LSID-ови за ZooBank издати су 1. јануара 2008. године, тачно 250 година након 1. јануара 1758. године — датума који Кодекс ICZN дефинише као званични почетак научне зоолошке номенклатуре. Chromis abyssus је била прва врста унесена у систем ZooBank, с временским печатом „2008-01-01T00:00:02”.

## Е публикације
Традиционално, таксономски подаци су се објављивали у журналима или књигама. Међутим, порастом учесталости електронских публикација ICZN је увео нова правила која обухватају овакве публикације, поготово оне искључиво електронске. Оваквим публикацијама тренутно се управља амандманима ICZN-ових чланака 8, 9, 10, 21 и 78. Технички, номенклатурни актови који се објављују у само електронским новинама нису препознати ако нису регистровани у ZooBank и сматрају се „непостојећима”.